# André Dewavrin
Andre Dewavrin (9. juni 1911 – 21. december 1998) var en fransk officer, som gjorde tjeneste i de Frie franske styrkers efterretningsvæsen under 2. verdenskrig. 
Han var født i Frankrig som søn af en forretningsmand. Han tog eksamen som ingeniørofficer, og i 1938 begyndte han at undervise som professor på Saint Cyr militærakademiet. 
Efter 2. Verdenskrigs udbrud blev Dewavrin sendt til Norge i 1940 inden han sluttede sig til general Charles de Gaulle i Storbritannien. Han fik rang af major og overtog ledelsen af de Frie franske styrkers efterretningsenhed Bureau Central de Renseignements et d'Action (BCRA), og antog kodenavnet "Colonel Passy". Han begyndte at hjælpe med til at organisere den franske modstandsbevægelse og samarbejdede med SOE.
Dewavrin indsamlede informationer fra den franske modstandsbevægelse og planlagde operationer for 350 agenter, som blev kastet ud over Frankrig i faldskærm for at arbejde sammen med den. Han rejste med mellemrum hemmeligt til Frankrig for at mødes med modstandsbevægelsen og koordinere efterretningsindsamlingen og sabotagen. Den 23. februar 1943 landede Dewavrin med faldskærm i Frankrig sammen med Pierre Brossolette for at mødes med Jean Moulin.
Senere i 1943 blev Dewavrins organisation sluttet sammen med de Frie franske styrkers konventionelle efterretningsvæsen hvorved der etableredes DGSS under Jacques Soustelle. Dewavrin fungerede som Soustelles tekniske rådgiver indtil han overtog ledelsen af organisationen i oktober 1944. Efter invasionen i Normandiet blev Dewavrin stabschef for general Marie Pierre Koenig, lederen af Forces Françaises de l'Intérieur, den franske undergrundshær. 
Efter krigen var Dewavrin leder af efterretningsvæsenet for de Gaulles provisoriske regering indtil de Gaulle trak sig tilbage i januar 1946. Hans efterfølger anklagede Dewavrin for at have brugt penge fra De Frie Franske på egne formål. Dewavrin blev sat i fængsel i fire måneder i Vincennes. Han blev efterfølgende frikendt på grund af manglende beviser. Den britiske historiker Antony Beevor har mistanke om at han forsøgte at samle penge til at arbejde imod et muligt forsøg på kommunistisk magtovertagelse. 
Dewavrin udgav tre bind af erindringer i 1947, 1949 og 1951 og tog til sidst sin af sted fra hæren for at blive forretningsmand. 
Han spillede sig selv i Jean-Pierre Melvilles film, L'Armée des ombres.